# صحرای محشر
صحرای محشر کتابی‌است نوشتهٔ سید محمدعلی جمال‌زاده. جمال‌زاده نوشتن این کتاب را در آبان ۱۳۲۳ در ژنو به پایان‌رسانده‌است. این داستان در هشت فصل یا پرده نگاشته‌شده و نویسنده با قلمی طنزآمیز سرنوشت خیالی خود را در صحرای محشر به تصویر می‌کشد. این کتاب از کتاب‌های ممنوعه در ایران می‌باشد. 

## داستان

### پردهٔ اول
این پرده آوارگی و بیچارگی نام‌دارد. در سر فصل داستان این شعر محتشم کاشانی آورده‌شده‌است:
| باز این چه رستخیز عظیم‌است کز زمین |  | بی‌نفخ صور خاسته تا عرش اعظم‌است |

در این فصل نویسنده شرح می‌دهد که چگونه پس از خوابی دراز و آسوده با صدای صور اسرافیل از گور برمی‌خیزد. او شرح می‌دهد که مردگان چگونه دسته‌دسته از گور برمی‌خیزند و روان می‌شوند. نویسنده توصیف می‌کند که گروه‌های انسانی چگونه روان می‌شوند. مسلمانان کفن‌پیچ، مسیحیان صلیب‌به‌دوش، سرخ‌پوستان طناب‌پیچ‌شده، هندوهایی که به مانند کندهٔ نیم‌سوخته از گوربرخاسته‌اند و...و برخورد اینها پس از رسیدن به هم و باخبرشدنشان از روز رستاخیز موضوع موصوفات دیگری‌است

در پهلویم شخصی راه می‌رفت که گیلاسی از بلور در دست داشت. تعجب‌کنان پرسیدم این دیگر چه قصه‌ای‌است. گفت معلوم می‌شود در موقع نزع و جان کندم این بیت حافظ را زمزمه می‌کرده‌ام:
| پیاله در کفنم بند تا سحرگه حشر |  | به می ز دل ببرم هول روز رستاخیز |
...

از گوربرخاستگان زیر آفتاب سوزان راه را می‌پیمایند. نویسنده شرح یک معتاد تریاکی ایرانی را می‌آورد که خدا را مخاطب قرارداده و با شیوه بیانی ویژه خود از او درخواست تریاک می‌کند که یکی از مالکان دوزخ با گرز آتشین او را تهدید می‌کند که لب فروبندد؛ ولی او با دیدن همانندی میان گرز آتشین و بافور از شور و شوق در خاک می‌افتد.

### پردهٔ دوم
این فصل از کتاب بیرون دروازهٔ قیامت نام دارد. این بخش با این شعر حافظ آغاز می‌شود:
| گوییا باور نمی‌دارند روز رستخیز |  | کاینچنین قلب و دغل در کار داور می‌کنند |

در این بخش گوینده به وصف روندگان راه ادامه داده و از سوزانی آفتاب و گرما نالان است. تا اینکه از گوربرخاستگان به آبادی‌ای در میان بیابان می‌رسند. در اینجا راه‌های خاکی دارای پلاک و نام می‌باشند. یکی جادهٔ میزان، یکی چهارراه برزخ و دیگری خیابان قاب قوسین نام دارد. سرانجام روندگان به بیرون دروازهٔ محشر می‌رسند. در اینجا فرشتگانی دیده می‌شوند. نویسنده می‌گوید که فرشتگانی را با سه جفت و چهار جفت بال می‌بیند و از روی آیه‌ اول سوره  فاطر  می‌داند که ایشان پیامبران فرشتگانند. بدین سان این فصل بیشتر به شرح چگونگی فرشتگان و کردارشان می‌پردازد. نویسنده گزارش می‌دهد که تابلوهای اعلاناتی را می‌بیند همانند «عبور و مرور از اینجا اکیداً ممنوع‌است» و...وی دربارهٔ فرشتگان چنین می‌گوید که میان ایشان نیز مانند مردمان چند دستگی‌است و به دو دستهٔ ملکوتی و جبروتی تقسیم می‌شوند و چشم دیدن یکدیگر را نداشته و به هر شیوه‌ای که بتوانند در کار هم کارشکنی می‌کنند. همچنین داستانگو سرانجام چشمش به حوریان و پریان و غلمان‌ها می‌افتد و دلش آرام می‌گیرد و در دنباله به وصف اینان و برتری پریان بر حوریان می‌پردازد. سرانجام راوی و دیگر از گوربرخاستگان به طاقنمایی می‌رسند که بر روی آن این جملهٔ عربی به چشم می‌خورد:«هذا یوم القیمة کنتم به توعدون» در اینجا گروهی از فرشتگان رحمت با گلابدان به ایشان خوش‌آمد می‌گویند. 
نویسنده بازگو می‌سازد که زبان فرشتگان عربی غلیظی‌است و آنان که متولی کار ایرانیانند فارسی را دست و پاشکسته و با لهجهٔ عربی به کار می‌برند. نویسنده اینجا به انتقاد از زبان برگزیدهٔ خداوند می‌پردازد.
در صحرای محشر حیوانات هم زنده‌شده‌اند و برخی از آنان چون سگ اصحاب کهف، گوسفند ابراهیم، گرگ یوسف، گربهٔ ابوهریره و حتا بز اخفش از سوی فرشتگان بزرگ داشته می‌شوند. همچنین ۱۲۴هزار پیغمبر و چهارده معصوم و دوازده امام، مهاجرین و انصار و زاهدین عارفین و...با رخ چون شیر و درخشان مورد پیشواز فرشتگان قرار می‌گیرند.

### پردهٔ سوم
این پرده که دردسرهای مقدماتی نام‌دارد با این مصرع از حافظ آغاز می‌شود:

وای اگر از پس امروز بود فردایی
نویسنده می‌گوید که به جایی رسیدیم که دودکش‌هایی رو به آسمان داشت و دودش چشم آسمان را تیره‌ساخته بود. نویسنده پس از پژوهش می‌یابد که اینجا کارخانهٔ بازسازی بال و پر است. نویسنده پس از رسیدن به آبادی به همراه دیگر زنده‌شدگان به گرمابه فرستاده می‌شود. سپس ایشان را به سوی ماموران ممیزی می‌برند. سپس ماموران گمرکخانه به چک کردن جیب زنده‌شدگان می‌پردازند و شمار زیادی بت و صلیب و زنار و... را از ایشان گرفته در چاله‌ای می‌ریزند. آنگاه ایشان را به قرنطینه می‌برند و گندزدایی می‌کنند. در همهٔ این گذرها نویسنده از کارشکنی و مسامحهٔ فرشتگان و کارکنان آن جهان خبر می‌دهد. سرانجام به حساب نامهٔ عمال آدمیان می‌پردازند. نویسنده به شرح برپاکردن ترازوی میزان بر عرش می‌پردازد و توصیف آن. ماموران الهی همچنین در می‌یابند که نور محشر بسنده نیست پس ماه را آوردند و با آویختنش چلچراغی فراهم ساختند. سپس پیامبران و امامان را در میان نشادندند و دیگران را به طواف به گردشان واداشتند. 

### پردهٔ چهارم
این پرده مقام بازخواست نام‌دارد و با این شعر حافظ آغاز می‌شود:
| ترسم که روز حشر عنان در عنان رود |  | تسبیح شیخ و خرقهٔ رند شرابخوار |

در بلندگوها آوای روز حساب سر می‌دهند و نویسنده می‌داند که در برابر عرش الهی نشسته‌است. در کنار ایوان ایزدی او درخت سدرةالمنتهی را می‌بیند. مرغی به جا مانده از کشتی نوح بر اوج آن نشسته و آواز حق‌حق سر می‌دهد. اسرافیل شیپور به دست خبر از مجلس بازخواست می‌دهد. آنگاه یک به یک دوزخیان و فردوسیان را به جهنم و بهشت می‌فرستند. نویسنده داستان‌هایی ر از برخورد با موسی، ابوسعید ابوالخیر و منصور حلاج بازگو می‌کند.

### پردهٔ پنجم
این فصل از کتاب آسمان‌جُل‌ها و خالق آسمان نام‌دارد و با این شعر عامیانه آغاز می‌شود:
| نه مالی دارم که دیوان ببرد |  | و نه ایمانی که شیطان ببرد |

پس از بزرگان نوبت به رسیدگی از به قول نویسنده خرده‌پاها می‌شود. فرشتگان پشت سر بهشتیان سرودهای شاد سر می‌دهند و از پس سر دوزخیان روضه و شیون. مالکان دوزخ دوزخیان را وادار می‌سازند تا از پل صراط گذرکنند. نویسنده تنها یک تن را می‌بیند که از این پل می‌گذرد و آن مرد لاغری است که به یاری دو سنگ و برقراری بالانس می‌تواند از آن بگذرد و با تشویق زمین و زمان به بهشت رهسپارشد. داستانگو به مانند فصل‌های پیشین به‌طور مفصل به شرح حساب و کتاب و گفتگوی چند تن در برابر میز بازرسی می‌پردازد.

### پردهٔ ششم
نام این پرده فقیه و روسپی است و با این شعر خیام آغاز می‌شود:
| شیخی به زنی فاحشه گفتا مستی |  | هر لحظه به دام دگری پابستی  |
| گفتا شیخا هرآنچه گویی هستم  |  | اما تو چنانکه می‌نمایی هستی؟ |

این بخش از کتاب پیرامون داستانی‌است که از دید نویسنده سبب سروده‌شدن این شعر از سوی خیام گشته‌است. داستان دربارهٔ زنی معصومه نام است که فقیهی در نیشابور بدو ستم کرده بود و سرنوشت اینان در روز حساب.

### پردهٔ هفتم
این بخش کتاب افسون و افسانه نام‌دارد و با این بیت سعدی آغاز می‌شود:
قیامت کسی بینی اندر بهشتیکه معنی طلب کرد و دعوی بهشت

نویسنده باز به توصیف چگونگی رسیدگی به کارنامهٔ مردمان می‌پردازد. نویسنده که از انتظار خسته شده به راه می‌افتد و به گوشه و کنار جهان باقی سرک می‌کشد. فرشتگانی به اسم بلد در برابر یک حمد و قل هوالله بهشت. جهنم را نشان مردمان می‌دادند. بلد نویسنده را به سوی بهشت می‌برد. او می‌بیند که کودکانی با سنگ از پشت دیوارهای بهشت می‌خواهند میوه‌های بهشتی را بچینند ولی جای میوه از درختان گوهر فرومی‌افتد. دیوارهای بهشت از زر و سیم بود و با گوهر و کاشی و به خط میرعماد بیت‌هایی را بر در و دیوارش نوشته بودند. رودهایی از شیر و شراب و انگبین به سوی بهشت روانند. بهشت هشت در دارد . چهارچشمه از زمین می‌جوشید که مهمترینشان سرسبیل بود. نویسنده یکی از دوستانش را می‌بیند و با او همراه می‌شود. اندکی پس از آن می‌بیند که در بهشت هم دودستگی پدیدآمده و درگیر شده‌اند. سپس اینان به جهنم روان می‌شوند. از دور بوهای بدی چون پوست و استخوان و پشم سوخته می‌آید. می‌بینند که آدمیان ذوب می‌شوند و دوباره به شکل آغازین بازمی‌گردند. همچنین درختان زقوم و ضریع را می‌بینند. و باز توصیف شکنجه‌های آنجا در حق مردمان.
این دو باز می‌گردند و در گوشه‌ای دور از حساب و کتاب با سنگ و کلوخ به بازی شطرنج و گفتگو می‌پردازند. تا اینکه یکی از عمال محشر با ترکهٔ آتشین به جانشان می‌افتد. آشکار می‌شود که نوبت حساب‌رسی گویندهٔ داستان‌است. گوینده برای گریز از میز دادرسی خود را به مردن می‌زند.

### پردهٔ هشتم
نام این فصل از کتاب بلای بقا و مصیبت خلود است و با این بیت صائب تبریزی آغاز می‌شود:
| ما از این هستی ده‌روزه به جان آمده‌ایم |  | وای بر خضر که زندانی عمر ابداست |

نویسنده پس از اینکه دست از سرش برداشتند زمانی را به آوارگی در صحرای محشر می‌گذارند ولی به زودی از تنهایی خسته و به سوی ترازوی میزان می‌رود و در آنجا با شیطان برخورد می‌کند. او شیطان را موجودی اندیشمند و زیبا و باشکوه می‌یابد. به گفتگو با او می‌پردازد و شیطان داستان زندگیش را برای او بازگو می‌کند. در این میان شیطان فراخوانده می‌شود و نویسنده را اندیشه‌هایش رها می‌سازد. پس از چندی شیطان بازمی‌گردد و خبر می‌دهد که خدا او را رفیق شفیق خود دانسته‌است و خواسته‌اش را که آزادی‌است بدو بخشیده‌است. پس از گفتگوی دوباره میان این دو شیطان از نویسنده می‌پرسد که چه می‌خواهد و نویسنده هم درخواست آزادی می‌کند. شیطان او را بغل کرده و به بالا می‌پرد و وی را در جای سبز خرمی به زمین می‌نهد. بدو می‌گوید که می‌توانی از نعمت‌های اینجا بهره برده برای خود سامانی و خوراکی دست و پا کنی. چند پر خود را نیز بدو می‌دهد تا هرگاه که به وی نیاز داشت آن را آتش بزند. نویسندهٔ کتاب آلونکی می‌سازد و به کشاورزی می‌پردازد و سامانی می‌گیرد. می‌خواهد از شیطان درخواست همسری کند ولی با یادواری داستان حوا از این فکر می‌گذرد. پس از هزاران سال از بیکاری و یکنواختی حوصله‌اش سر می‌رود و واپسین پر شیطان را می‌سوزاند از او درخواست مرگ می‌کند. شیطان پاسخ به این درخواست را تنها از سوی خدا انجام‌پذیرفتنی دانسته و به سوی او می‌رود تا از خدا برای مرگ نویسنده خواهش کند. شیطان دیگر بازنمی‌گردد ولی با گذشت زمان نشانه‌های پیری در نویسنده آشکار می‌شود و او می‌داند که سرانجام خواهد مرد.